# Alajärvi (sjö i Finland, Lappland, lat 66,88, long 25,62)
Alajärvi är en sjö i Finland. Den ligger i kommunen Rovaniemi i landskapet Lappland, i den norra delen av landet, 700 km norr om huvudstaden Helsingfors. Alajärvi ligger 133,1 meter över havet. Arean är 1,14 kvadratkilometer och strandlinjen är 7,24 kilometer lång. Sjön  ingår i Kemi älvs huvudavrinningsområde. 